# Université rhénane Frédéric-Guillaume de Bonn

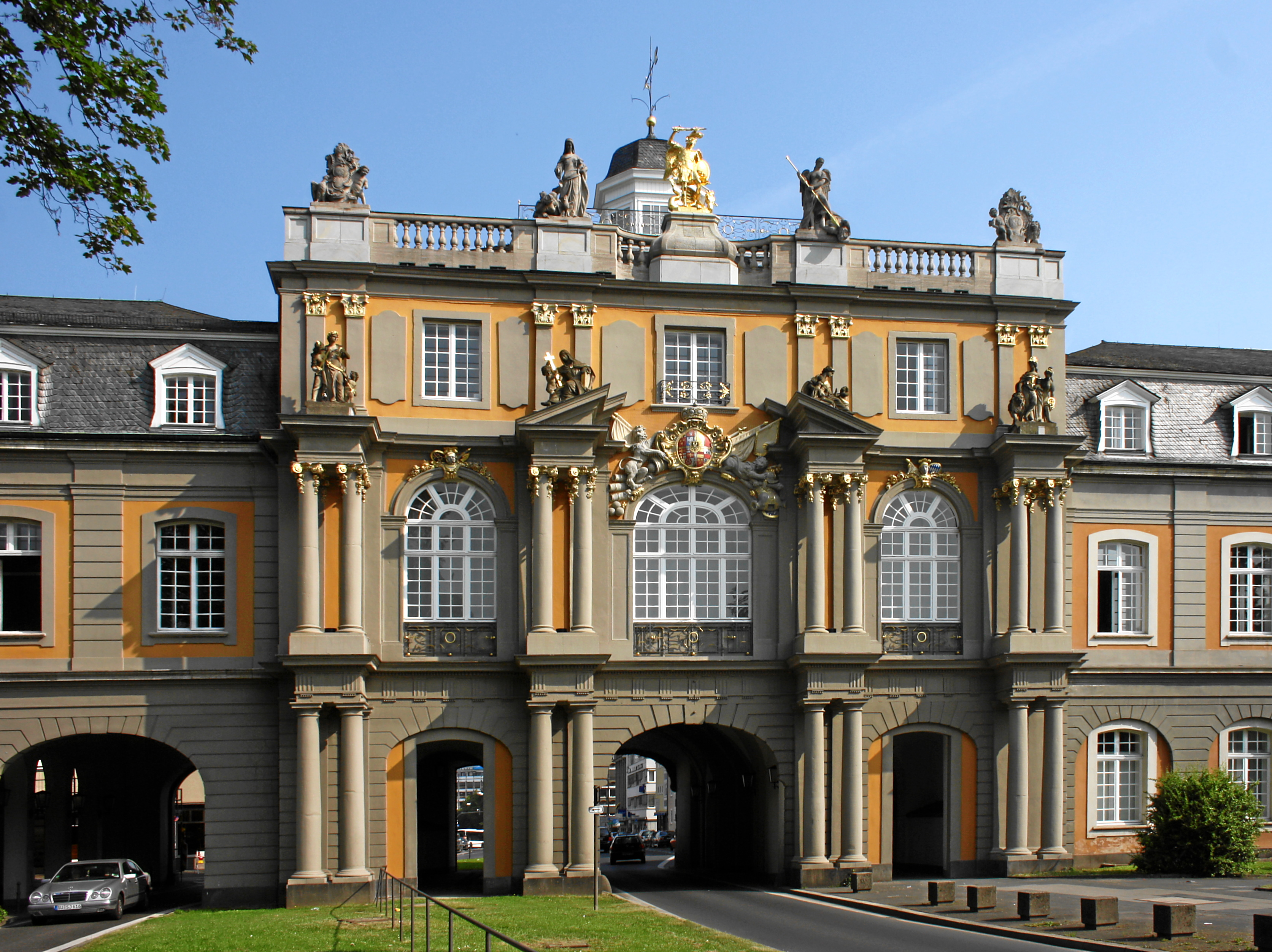
La Koblenzer Tor (la porte de Coblence).

L’université rhénane Frédéric-Guillaume de Bonn (en allemand : Rheinische Friedrich-Wilhelms-Universität Bonn) est une université allemande située à Bonn dans le Land de Rhénanie-du-Nord-Westphalie. L'université porte le nom du roi de Prusse Frédéric-Guillaume III et a été fondée en 1818. Elle se définit elle-même comme une université de recherche de renom, respectueuse des traditions et d'envergure internationale. En octobre 2019, plus de 40 000 étudiants y étaient inscrits, ce qui place l'établissement au 13e rang (sur 426) des universités allemandes quant au nombre d'étudiants.
Elle est le premier employeur de la ville. En 2019, elle est devenue une « université d'excellence ». Parmi les diplômés, les docteurs honoris causa et les professeurs, on compte sept lauréats du prix Nobel - dont Harald zur Hausen, Wolfgang Paul, Reinhard Selten, Thomas Mann et Otto Wallach -, quatorze lauréats du prix Gottfried Wilhelm Leibniz, trois lauréats de la médaille Fields ainsi que Joseph Ratzinger (qui deviendra plus tard le pape Benoît XVI), Heinrich Heine, Karl Marx, Konrad Adenauer, Robert Schuman, Joseph Schumpeter, Friedrich Nietzsche, Jürgen Habermas, Max Ernst, Karl Barth, August Kekulé, Justus von Liebig, Rudolph Clausius et Heinrich Hertz, mais aussi des leaders nationaux-socialistes comme Joseph Goebbels.

## Histoire

### Académie de Cologne à Bonn
Le prédécesseur de l'université de Bonn était l'Académie de Cologne (appelée Maxische Akademie du nom de son fondateur Maximilien-Frédéric de Königsegg-Rothenfels), fondée en 1777 avec quatre facultés pour l'étude de Dieu, du droit, de la médecine et du monde. En 1786, l'empereur allemand Joseph II lui accorda le droit de conférer les grades de licencié et de docteur, reconnus dans tout le Saint Empire romain germanique. L'académie fut ainsi élevée au rang d'université. En 1798, l'université de Cologne fut supprimée après le rattachement de la rive gauche du Rhin à la France.

### Période de création

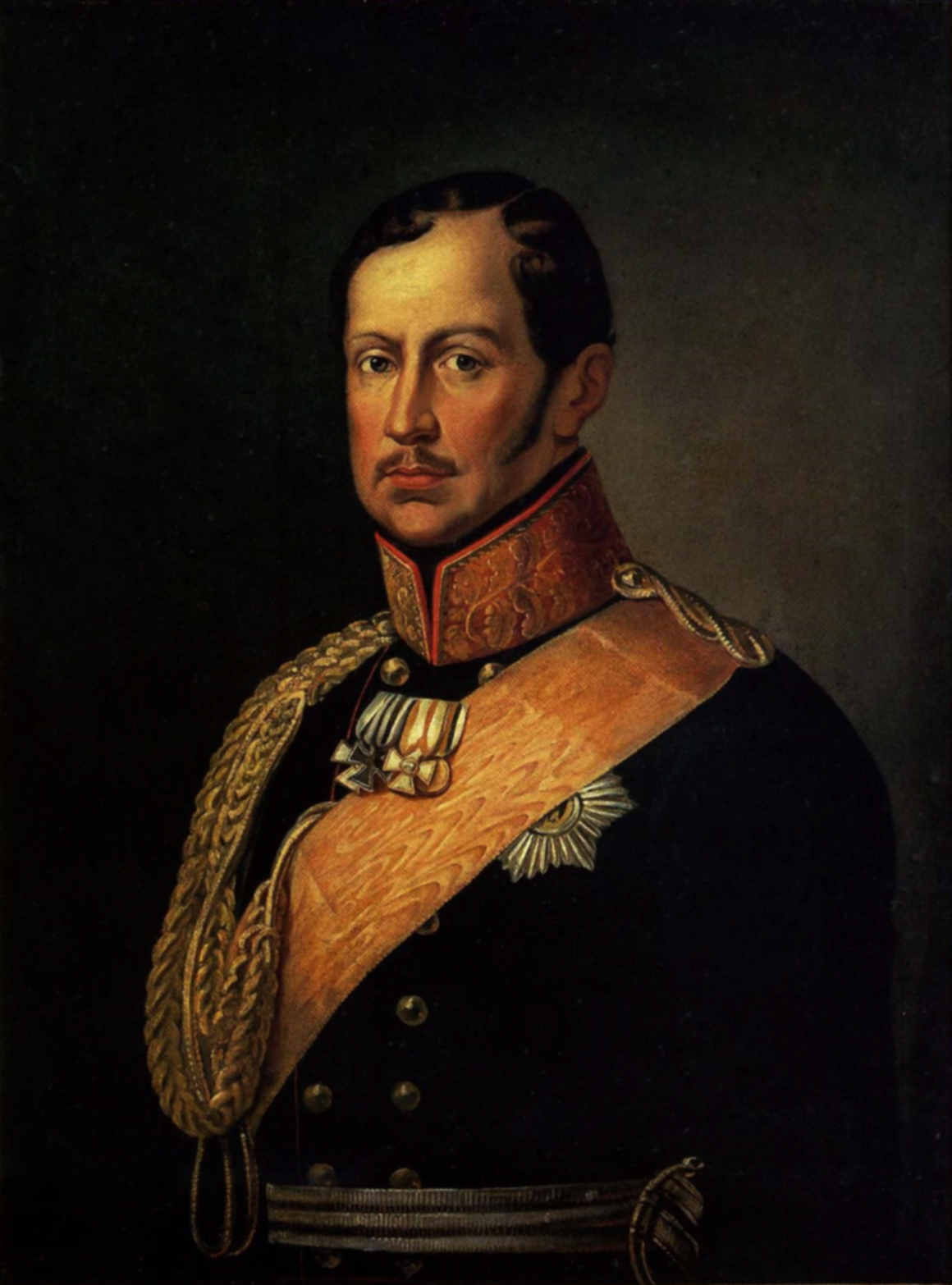
Le roi Frédéric-Guillaume III de Prusse, fondateur de l'université de Bonn.

L'actuelle université de Bonn a ensuite été fondée le 18 octobre 1818 par le roi de Prusse Frédéric-Guillaume III en tant que sixième université prussienne, aux côtés de l'université de Greifswald, de l'université Friedrich-Wilhelm de Berlin, de l'université Albertus de Königsberg, de l'université de Halle (Saale) et de l'université Friedrich-Wilhelm de Breslau en Silésie. La raison de cette création était la volonté de créer un centre de formation universitaire pour les deux nouvelles provinces prussiennes de Rhénanie et de Westphalie. Le même jour, les universités existantes de Münster et de Paderborn ont été supprimées à cet effet. Le choix s'est porté sur Bonn pour plusieurs raisons : tout d'abord, les deux châteaux archiépiscopaux vides offraient suffisamment de locaux pour commencer. Ensuite, on voulait donner un signe clair d'un nouveau départ, également dans le domaine universitaire. C'est pourquoi ni l'université de Cologne ni l'université municipale de Cologne ne furent recréées. De plus, même si l'université de Cologne n'avait duré que quelques années en tant que précurseur, elle était considérée comme une université influencée par les Lumières, ce qui correspondait bien aux idéaux prussiens en matière d'éducation.
L'université de Duisbourg, fondée le 14 octobre 1655, a été dissoute l'année de la création de la nouvelle université de Bonn. Le sceptre et une grande partie de la bibliothèque de l'université de Duisbourg ont été transférés à Bonn, de sorte que l'université de Bonn est également le successeur de l'université de Duisbourg dans cette mesure.
Au début, l'université était appelée « Université du Rhin ». En 1827, les statuts définitifs de l'université de Bonn furent achevés et appliqués l'année suivante par le roi de Prusse. Le 28 juin 1828, Frédéric-Guillaume III donna à l'institution le nom actuel d'« Université rhénane Friedrich-Wilhelm » par un ordre du cabinet.
La première chaire allemande d'histoire de l'art a été créée le 4 mai 1860 à l'université de Bonn. La querelle philologique de Bonn entre les professeurs Otto Jahn et Friedrich Ritschl a attiré l'attention de tout le pays et a conduit au départ de Ritschl pour Leipzig en 1865. En 1868, la faculté de médecine décerna un doctorat honoris causa à Louis Pasteur, qui le rendit en 1870 en raison de la guerre franco-allemande.

### XXesiècle
La Première Guerre mondiale et l'effondrement de l'Empire marquèrent la fin d'une période florissante. Dès 1917, le juriste Ernst Zitelmann et l'industriel Carl Duisberg s'efforcèrent de trouver des sources d'aide privées en vue de la célébration imminente du centenaire avec la Gesellschaft der Freunde und Förderer der Universität Bonn (Geffrub). La situation matérielle de nombreux étudiants était déplorable : le roman Barbaren de Günter Weisenborn, qui y était étudiant dans les années 1920, en témoigne. L'association Studentenwohl, qui deviendra plus tard le Studentenwerk de Bonn, est née en 1920 d'une organisation d'entraide des étudiants.
Les deuxièmes statuts de l'université ont été adoptés en 1930. Parmi les nouveautés figurait l'association d'étudiants en tant que membre constitutionnel de l'université, avec autogestion et participation à l'administration de l'université. L'Association générale des étudiants (Astag) a été rétablie avant même la remise des statuts de 1930, après avoir été dissoute par un vote des étudiants en 1927. Les membres de l'Astag étaient désignés par les étudiants lors d'un vote à bulletin secret. Contrairement à d'autres universités, les voix nationales-socialistes n'ont jamais été majoritaires.
En 1933, 23 % des professeurs étaient membres du NSDAP. Avec l'introduction du Führerprinzip, l'uniformisation a eu lieu : le recteur a été nommé par le ministre, les doyens par le recteur. Leurs décisions n'étaient liées ni à une consultation ni à un vote au sein de comités. Quarante professeurs d'université (12,9 % du corps enseignant) furent licenciés parce qu'ils étaient juifs ou qu'ils déplaisaient au nouveau pouvoir. Les philosophes Paul Ludwig Landsberg et Johannes Maria Verweyen sont morts en camp de concentration. Le mathématicien Felix Hausdorff s'est suicidé.
Depuis le semestre d'hiver 1941-1942, la Seconde Guerre mondiale ne permettait pas de garantir un déroulement régulier des cours, car les professeurs et les étudiants avaient été appelés sous les drapeaux et les besoins de l'économie de guerre avaient une influence négative sur la recherche et l'enseignement. Au cours du semestre d'hiver 1944-1945, le ministre du Reich pour la science, l'éducation et la formation du peuple Bernhard Rust ordonna la suspension des cours dans les universités de la rive gauche du Rhin, à l'exception des facultés de médecine. Le 18 octobre 1944 - le 126e anniversaire de la fondation de l'université - un bombardement détruisit le bâtiment principal et le quartier des cliniques situé sur le Rhin. À la fin de la guerre, aucun des cinquante bâtiments appartenant à l'université n'était intact.
Le 12 avril 1945, un conseil d'administration se constitua sous l'initiative de Theodor Brinkmann, qui reçut le 1er juin une confirmation officielle du gouvernement militaire et la mission de rouvrir l'université. Après la démission de Brinkmann, Heinrich Konen fut élu nouveau président, ce qui le plaçait pour la troisième fois à la tête de l'université. L'activité universitaire reprit au semestre d'hiver 1945-1946, le rectorat s'installa provisoirement dans un bâtiment de la Joachimstraße. En raison des dommages de guerre et de l'augmentation du nombre d'étudiants, d'importantes mesures de construction furent nécessaires. Un nouveau bâtiment pour la bibliothèque universitaire a été construit sur l'Adenauerallee et, en face, un bâtiment pour la faculté de droit et de sciences politiques. Ce bâtiment porte le nom de Juridicum. Les cliniques universitaires ont été en grande partie déplacées du centre-ville vers le quartier de Venusberg. En 1980, l'école supérieure de pédagogie de Rhénanie, jusqu'alors indépendante, a été intégrée avec le site de Bonn. De ce fait, la formation des enseignants pour l'école primaire et secondaire était également devenue une tâche de l'université.

### XXIesiècle
En 2001, le gouvernement du Land a ordonné à l'université de mettre fin à la formation des enseignants, ce qui a été mis en œuvre par l'université l'année suivante. Avec le passage des études d'enseignement en Rhénanie-du-Nord-Westphalie aux cursus de bachelor et de master, l'université a pu réintroduire les études d'enseignement au semestre d'hiver 2011/12. Le Centre de formation des enseignants de Bonn (Bonner Zentrum für Lehrerbildung, BZL) est responsable de la formation des enseignants au sein de l'université de Bonn.

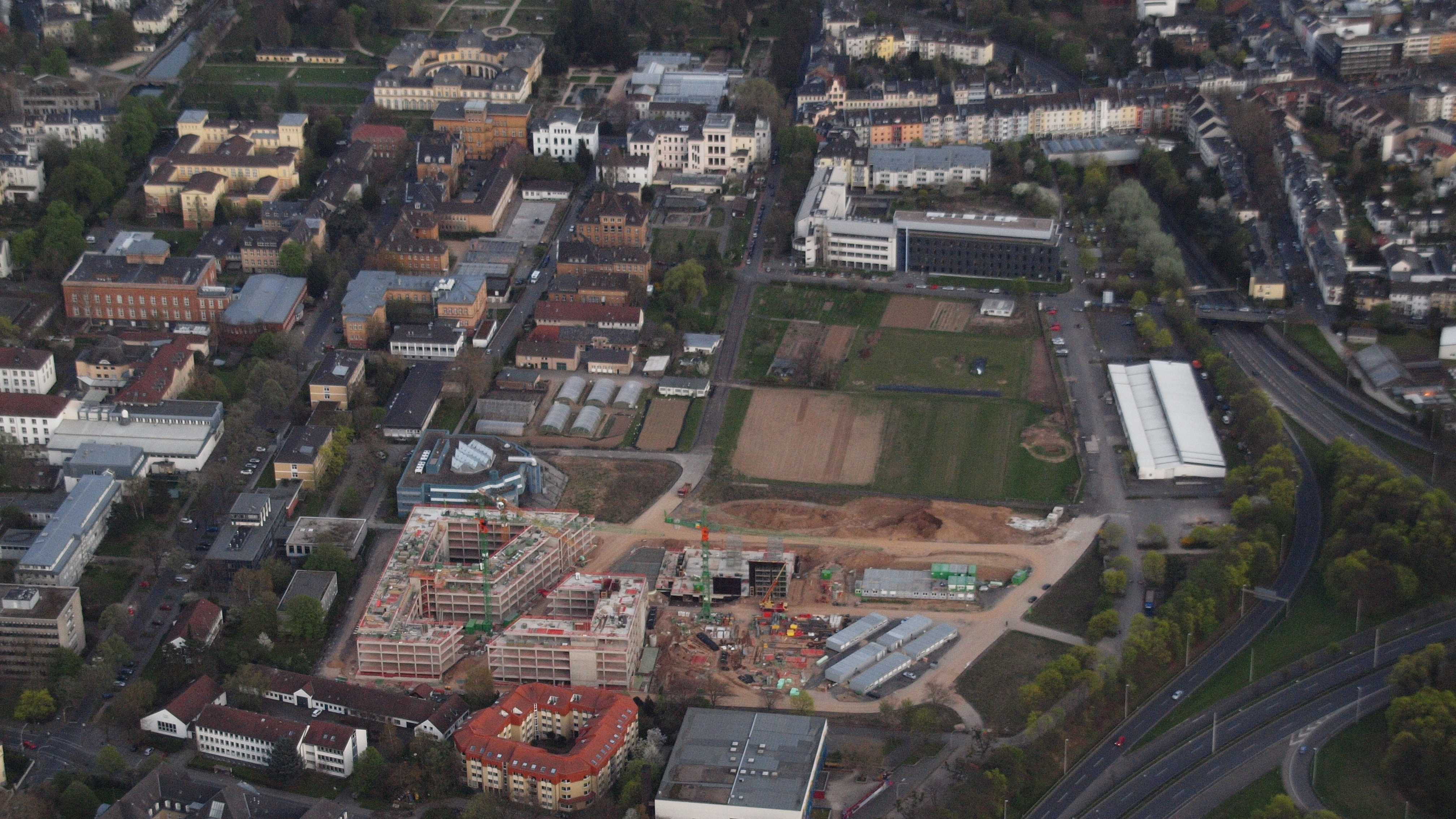
Chantier du campus de Poppelsdorf.

En février 2012, la construction d'un nouveau campus dans le quartier de Poppelsdorf a débuté. Le terrain de construction d'environ 40.000 m² situé entre la Carl-Troll-Straße et les Endenicher- et Nussallee était auparavant utilisé par la faculté d'agriculture comme site d'un champ expérimental et n'était donc pas construit. Une succursale de la bibliothèque universitaire et régionale, quelques instituts de l'université ainsi que l'ancien restaurant universitaire de Poppelsdorf (aujourd'hui : CAMPO) étaient déjà installés à proximité immédiate du terrain à bâtir. Ces installations universitaires ont été complétées par un centre d'auditoriums (ouverture : semestre d'hiver 2017/2018) et par le Bonn-Aachen International Center for Information Technology (ouverture : semestre d'été 2018). En outre, des locaux sont en cours de construction sur le site pour les instituts de simulation numérique, de nutrition et de sciences alimentaires ainsi que d'informatique.

## Facultés
- Faculté de droit et d’économie (Rechts- und Staatswissenschaftliche Fakultät), l’une des plus réputées d’Allemagne.

Le doyen actuel (en 2005) est le Prof. Dr Johannes Köndgen.
- Faculté de théologie catholique (Katholisch-Theologische Fakultät)

Le doyen actuel (en 2005) est le Prof. Dr Georg Schöllgen.
- Faculté de théologie protestante (Evangelisch-Theologische Fakultät)

Le doyen actuel (en 2005) en est le Prof. Dr Michael Meyer-Blanck.
- Faculté de philosophie (Philosophische Fakultät), qui comporte de nombreux instituts et compte des enseignants renommés

Le doyen actuel (en 2005) est le Prof. Dr Georg Rudinger.
- Faculté de médecine (Medizinische Fakultät)

Le doyen actuel (en 2005) est le Prof. Dr Reinhard Büttner.
- Faculté de mathématiques et de sciences naturelles (Mathematisch-Naturwissenschaftliche Fakultät)

Le doyen actuel (en 2005) est le Prof. Dr Armin B. Cremers.
- Faculté d’agronomie (Landwirtschaftliche Fakultät)

Le doyen actuel (2005) en est le Prof. Dr Ernst Berg.

## Personnalités liées à l'université

### Prix Nobel ou équivalent
- Karl-Heinz Menke, prix Ratzinger en 2017.
- Harald zur Hausen, prix Nobel de médecine de 2008.
- Maxim Kontsevich, médaille Fields de 1998.
- Reinhard Selten, « prix Nobel » d’économie de 1994.
- Wolfgang Paul, prix Nobel de physique de 1989.
- Gerd Faltings, médaille Fields de 1986.
- Luigi Pirandello, écrivain italien et prix Nobel de littérature de 1934, il étudia la romanistique, mais il n’enseigna pas à Bonn.
- Paul Johann Ludwig von Heyse, prix Nobel de littérature de 1910.
- Otto Wallach, prix Nobel de chimie de 1910.
- Philipp Lenard, prix Nobel de physique de 1905.

### Professeurs
- Johann Heinrich Achterfeld (1826-1843), théologien, professeur de théologie morale et d'homilétique.
- Friedrich Wilhelm August Argelander (1837–1863), astronomie.
- Bruno Bauer (1839–1842), professeur de philosophie.
- Christian Drosten (2007-2017), virologie
- Heinrich Rudolf Hertz (1889–1894), physique.
- Wilhelm Maurenbrecher (1838–1892), historien.
- Rudolf Thurneysen (1857–1940), linguistique comparée.
- Rudolf Lipschitz (1864–1894), mathématiques.
- Hermann Usener (1866–1900), philologie et littérature grecque.
- Joseph Schumpeter (1925–1932), économie.
- Friedrich August Kekulé von Stradonitz (1867–1896), chimie.
- Friedrich Wilhelm Ritschl (1839–1865), philologie.
- Ernst Robert Curtius (1929-1951), latin médiéval et langues romanes.
- Karl Barth (1930–1935), théologie.
- Herbert von Einem (1947-1970), histoire de l'art.
- Karl Kerényi (1955–1956), philologie et mythologie.
- Josef Ratzinger (1959–1963), pape Benoît XVI depuis 2005, théologie.
- Ise Schwartz (1976-1983), art
- Wilhelm Barthlott (1985–2015), botanique.

### Étudiants
- Konrad Adenauer, homme politique et ancien chancelier allemand (droit).
- Hermann Alexander Diels (philologie).
- Damaskinos d'Andrinople, métropolite grec orthodoxe.
- Jean Capart, fondateur de l’égyptologie belge.
- Florens Deuchler, historien de l'art suisse.
- Hedwig Dransfeld, femme politique, écrivaine, féministe catholique.
- Abraham Geiger, rabbin.
- Joseph Goebbels, homme politique nazi (histoire de l’art, philosophie et germanistique).
- Willi Graf, résistant allemand du groupe La Rose Blanche (médecine).
- Guillaume II, le dernier empereur allemand.
- Swaantje Güntzel, artiste conceptuelle et écologue
- Jürgen Habermas, philosophe.
- Heinrich Heine, écrivain (droit).
- Otto Kohlrausch, chirurgien allemand.
- Melanie Kreis, femme d'affaires allemande.
- Maria Leptin, biologiste, directrice de l'EMBO.
- Thomas Mann, écrivain, lauréat du Prix Nobel de Littérature.
- Karl Marx, philosophe, économiste et sociologue.
- Friedrich Nietzsche, écrivain et philosophe (théologie et philosophie).
- Walter F. Otto, philologue et mythologue.
- Albert de Saxe-Cobourg-Gotha, mari de la reine Victoria, et prince consort de Grande-Bretagne.
- Duc Ernest II de Saxe-Cobourg-Gotha, grand frère d'Albert et cousin de la reine Victoria.
- Elisabeth Schmitz, historienne, résistante contre le nazisme.
- Robert Schuman, homme politique français, ministre (droit).
- Luise Straus-Ernst, journaliste et critique d'art (histoire de l'art).
- Wilhelm Jacob van Bebber, pionnier de la météorologie.
- Ulrich von Wilamowitz-Moellendorff (philologie).
- Hans Wilhelmi, homme politique allemand (droit).
- Don Zagier, mathématicien.